# Guido Crepax
Pour les articles homonymes, voir Guido.
Guido Crepax, pseudonyme de Guido Crepas, né le 15 juillet 1933 à Milan et mort dans la même ville le 31 juillet 2003, est un auteur de bande dessinée italien.
Il a profondément influencé la bande dessinée européenne de la seconde moitié du XXe siècle.
Il est surtout connu pour son personnage de Valentina, créé en 1965 dans le contexte des années 1960, caractérisé par un dessin sophistiqué et une trame de récit psychédélique et onirique, avec une forte dose d'érotisme.

## Biographie
Diplômé en architecture à l'université de Milan, Guido Crepax se lance dans la bande dessinée en 1959 dans Tempo Medico. En 1965, il participe à la toute nouvelle revue Linus, où il publie Neutron, une histoire de science-fiction, dans laquelle on voit déjà apparaître le personnage de Valentina, au physique inspiré de Louise Brooks.
Spécialiste de l'érotisme, il illustre le marquis de Sade, Emmanuelle Arsan, Pauline Réage, Sacher Masoch et Georges Bataille. Il porte également ses travaux vers la littérature fantastique, comme Robert Louis Stevenson, Bram Stocker et Mary Shelley.
Il meurt en 2003 d'une sclérose en plaques.

## Œuvre

### Valentina
- 1968 : Valentina, Milano Libri
- 1969 : Valentina speciale, Milano Libri
- 1970 : Valentina con gli stivali, Milano Libri
- 1971 : Baba Yaga, Milano Libri, all'interno di Alì Baba Yaga
- 1972 : Ciao Valentina!, Milano Libri
- 1973 : Valentina nella stufa, Milano Libri
- 1975 : Diario di Valentina, Milano Libri
- 1975 : A proposito di Valentina, Quadragono Libri, publié par Francesco Casetti
- 1976 : Valentina in giallo, Milano Libri
- 1977 : Valentina assassina, Milano Libri
- 1979 : Ritratto di Valentina, Milano Libri
- 1979 : Riflesso di Valentina, Arnoldo Mondadori
- 1979 : Lanterna Magica, Edizioni d'arte Angolare
- 1980 : Valentina pirata, Milano Libri, en couleurs
- 1981 : Valentina sola, Milano Libri, en couleurs
- 1982 : Valentina, storia di una storia, Olympia Press
- 1983 : Per amore di Valentina, Milano Libri
- 1985 : Io Valentina, la vita e le opere, Milano Libri
- 1990 : Nessuno, Milano Libri
- 1991 : Valentina e le altre, Mondadori, collana Oscar
- 1992 : Valentina, la gazza ladra, Rizzoli-Milano Libri
- 1992 : Valentina a Venezia
- 1994 : E Valentina va..., Rizzoli-Milano Libri
- 1996 : Al diavolo, Valentina
- 2001 : In arte... Valentina, Lizard Edizioni
- 2003 : Valentina, Panini Comics

### Autres héroïnes
- 1969 : La casa matta (Bianca, una storia eccessiva), Edip
- 1972 : Anita, una storia possibile, Persona/Ennio Ciscato Editore
- 1975 : Histoire d'O, Franco Maria Ricci Editore, d'après le roman de Pauline Réage
- 1978 : Emmanuelle, Olympia Press, d'après le roman d'Emmanuelle Arsan
- 1979 : Justine, Olympia Press, d'après le roman La Nouvelle Justine du marquis de Sade
- 1980 : Hello, Anita!, L'isola trovata, en couleurs
- 1983 : Belinda 1 e 2, Editori del Grifo
- 1984 : I viaggi di Bianca, Milano Libri, inspiré des Voyages de Gulliver de Jonathan Swift
- 1984 : Venere in pelliccia, Olympia Press, inspiré de la nouvelle Vénus à la fourrure de Leopold von Sacher-Masoch
- 1987 : Bianca 2. Odesseda, Editori del Grifo
- 1990 : Emmanuelle l'antivergine, Rizzoli
- 2000 : Eroine alla fine : Salomé, Lizard Edizioni

### Autres travaux
- 1968 : L'astronave pirata, Rizzoli
- 1972 : Il dottor Jekyll, Persona/Ennio Ciscato Editore
- 1977 : Circuito interno, Edizioni Tempo Medico
- 1977 : Casanova, Franco Maria Ricci Editore
- 1977 : L'uomo di Pskov, CEPIM (Sergio Bonelli Editore), en couleurs
- 1979 : L'uomo di Harlem, CEPIM (Sergio Bonelli Editore)
- 1984 : La calata di Macsimiliano XXXVI, Editori del Grifo
- 1987 : Conte Dracula, Rizzoli-Milano Libri, d'après le roman Dracula de Bram Stoker
- 1987 : Dr. Jekyll e Mr Hide, Rizzoli-Milano Libri, d'après le roman L'Étrange Cas du docteur Jekyll et de M. Hyde de Robert Louis Stevenson
- 1989 : Giro di vite, Olympia Press, d'après le roman Le Tour d'écrou d'Henry James
- 1990 : Nessuno, Milano Libri
- 1990 : Le clinicommedie, Editiemme
- 1999 : Il processo di Franz Kafka, Piemme, d'après le roman Le Procès de Franz Kafka
- 2002 : Frankenstein, Grifo Edizioni, d'après le roman Frankenstein ou le Prométhée moderne de Mary Shelley
- 2011 : Storia dell'occhio, illustrations de la traduction italienne de Histoire de l'œil de Georges Bataille, ES

## Récompenses
- 1967 :  Tour Guinigi d'or de l'originalité de la mise en page
- 1972 :  Prix Adamson du meilleur auteur international pour l'ensemble de son œuvre
- 1972 :  Prix Yellow-Kid de l'auteur italien
- 2001 :  Temple de la renommée Jack Kirby

### Documentation
- Jean Annestay, Crepax. Le portrait fragmenté, Aedena, 1986.
- Patrick Gaumer, « Crepax, Guido », dans Dictionnaire mondial de la BD, Paris, Larousse, 2010 (ISBN 9782035843319), p. 212-213.
- Paul Gravett (dir.), « De 1970 à 1989 : Justine, de Guido Crepax », dans Les 1001 BD qu'il faut avoir lues dans sa vie, Flammarion, 2012 (ISBN 2081277735), p. 404.
- Vincent Bernière, « Guido Crepax : Histoire d'O », dans Les 100 plus belles planches de la BD érotique, Beaux-Arts éditions, 2015 (ISBN 979-1020402011), p. 92-93.
- Vincent Bernière, « Guido Crepax : La leçon d'homme », dans Les 100 plus belles planches de la BD érotique, Beaux-Arts éditions, 2015 (ISBN 979-1020402011), p. 112-113.
- Vincent Bernière, « Guido Crepax : Marianne à la campagne », dans Les 100 plus belles planches de la BD érotique, Beaux-Arts éditions, 2015 (ISBN 979-1020402011), p. 136-137.